# Julius Eduard Hitzig

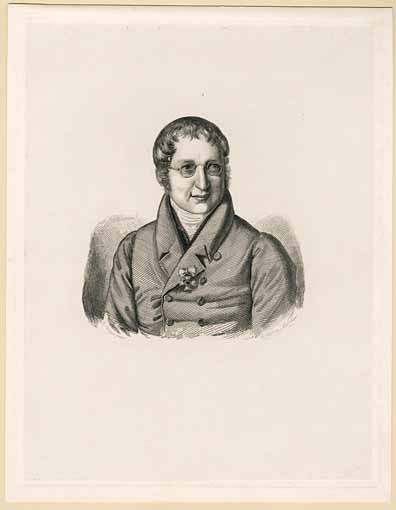
Julius Eduard Hitzig.

Julius Eduard Hitzig, född den 26 mars 1780 i Berlin, död där den 26 november 1849, var en tysk juridisk författare, far till Friedrich Hitzig.
Hitzig var 1804–1806 assessor i Warszawa, upprättade 1808 en förlagsbokhandel i Berlin, men återgick 1815 i statens tjänst som kriminalråd och var 1827–1835 direktor för kammarrättsinkvisitoriatet. Hitzig utgav levnadsteckningar över Zacharias Werner (1823) och E.T.A. Hoffmann (1823; tredje upplagan 1839) samt uppsatte 1825 "Zeitschrift für die Kriminalrechtspflege in den preußischen Staaten" och 1827 "Annalen der deutschen und ausländischen Criminalrechtspflege", vilkas redaktion 1837 övertogs av Wilhelm Ludwig Demme. Likaså utgav han "Gelehrtes Berlin" (1826; fortsatt av Karl Büchner, 1834). Åren 1840–1844 redigerade han den i Leipzig utkommande "Presszeitung" samt utgav "Neuer Pitaval" (tillsammans med Wilhelm Häring, 1842) och Leben und Briefe von Adelbert von Chamisso (1839; andra upplagan 1842).